# Дуб Богдана Хмельницького (Дрогобицький район)
Дуб Богдана Хмельницького на Львівщині. Обхват 5,74 м, висота близько 30 м. Вік 600 років. Названий на честь видатного українського гетьмана  Б. Хмельницького. Росте в  Дрогобицькому районі  Львівської області в урочищі «Діброва», що знаходиться між населеними пунктами Вороблевичі і Літиня в 25 м від шосейної дороги. Унікальне дерево необхідно оголосити  пам'яткою природи.

## Галерея

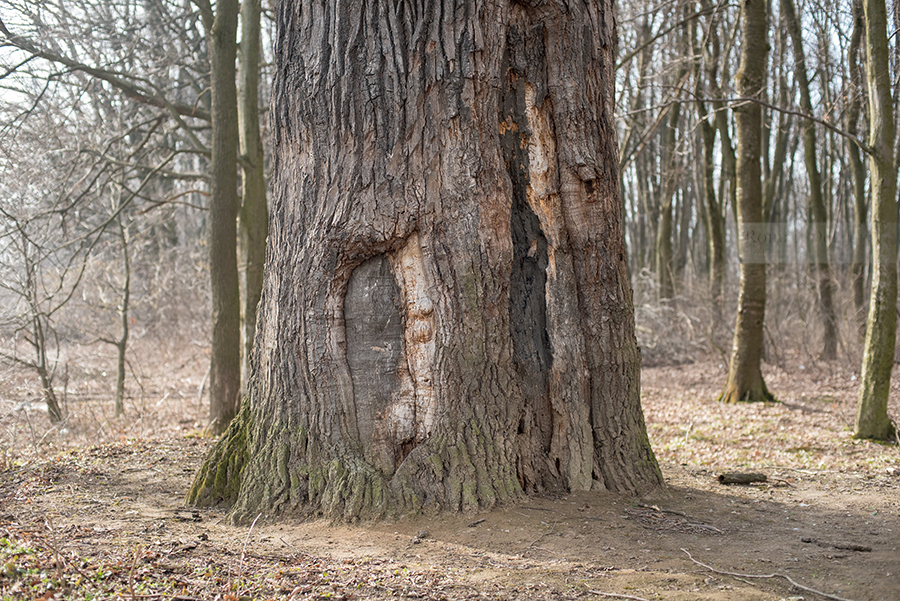
Багатолітній дуб розташований в урочищі Діброва, на окраїні лісового масиву поряд із дорогою що сполучає села Вороблевичі та Літиню. Стовбур дерева.
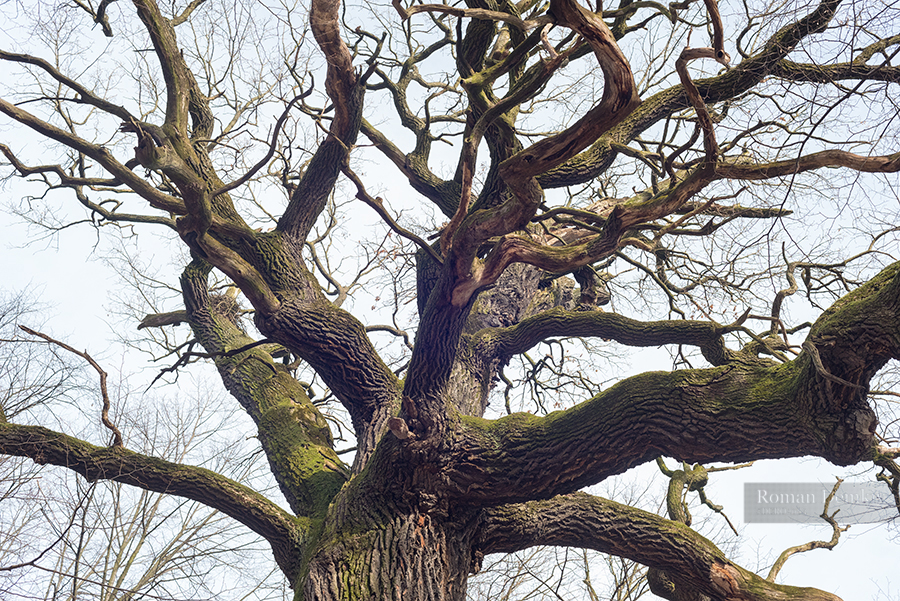
Крона багатолітнього дерева

## Ресурси Інтернету
- Фотогалерея самых старых и выдающихся деревьев Украины  [Архівовано 8 квітня 2014 у Wayback Machine.]